# Cooper MacNeil
Cooper MacNeil (ur. 7 września 1992 roku w Hinsdale) – amerykański kierowca wyścigowy.

## Kariera
MacNeil rozpoczął karierę w międzynarodowych wyścigach samochodowych w 2009 roku od startów w SCCA National Championship Runoffs T3, gdzie uplasował się na szóstej pozycji. W późniejszych latach Amerykanin pojawiał się także w stawce Continental Tire Sports Car Challenge, IMSA GT3 Challenge by Yokohama, Grand American Rolex Series, American Le Mans Series, FIA World Endurance Championship, 24-godzinnego wyścigu Le Mans oraz United Sports Car Championship.

## Wyniki w 24h Le Mans
| Rok  | Zespół               | Partnerzy                       | Samochód                | Klasa   | Okr. | Poz. | Klasa Pos. |
| ---- | -------------------- | ------------------------------- | ----------------------- | ------- | ---- | ---- | ---------- |
| 2013 | Larbre Compétition   | Manuel Rodrigues Philippe Dumas | Chevrolet Corvette C6.R | GTE Am  | 268  | 41   | 11         |
| 2014 | Prospeed Competition | Jeroen Bleekemolen              | Porsche 997 GT3-RSR     | GTE Pro | 319  | 33   | 5          |